# Robotisering
Met robotisering wordt bedoeld dat een toenemend aantal taken, dat eerst door mensen werd uitgevoerd, door robots wordt uitgevoerd. De werkzaamheden kunnen overgenomen worden door 
- Robot, een industriële robot veelal gericht op één taak.
- Cobot, een robot die samenwerkt met medewerkers.
- Cloud robot, een robot die op software niveau menselijke taken uitvoert.

De eerste 'zichtbare' vormen van robotisering werden duidelijk in de automobielindustrie, waar laswerkzaamheden in toenemende mate aan robots worden uitbesteed. Voorts worden robots ingezet voor verkenningswerkzaamheden in gevaarlijke situaties.
Waar in landen als Japan enthousiast onderzoek gedaan wordt naar robotisering met als recent voorbeeld de Honda ASIMO en het robothondje Aibo van Sony, levert het onderwerp voor veel westerse mensen een gevoel van onbehagen. In toekomststudies naar het gebruik van robots in het dagelijks leven, wordt door Japanners vaak een veel eerdere realiseringsdatum genoemd dan door bijvoorbeeld Europeanen.

## Effecten op de arbeidsmarkt
Deskundigen stellen dat de arbeidsmarkt door robotisering onherkenbaar gaat veranderen en miljoenen banen zal gaan bedreigen. Vooral de banen in de middenklasse van de arbeidsmarkt zullen worden aangetast. Veel werknemers zullen door robotisering moeten concurreren voor banen onder hun niveau, waardoor de lonen onder druk kunnen komen staan en mensen sneller slechte contracten zullen accepteren.  
Robotisering kan eveneens ten koste gaan van menselijke maat, kennis van werkprocessen, en kan vervreemding veroorzaken. Laaggeschoolden en ouderen zullen zich minder makkelijk aanpassen, waardoor ze niet mee kunnen in de ontwikkelingen van vakmanschap.
Veel fabrieken voor westerse producten staan in Azië omdat de lonen daar significant lager kunnen zijn dan in het westen. Dit heeft onder andere geleid tot een uitgebreide logistieke industrie. Omdat het hetzelfde kost om een robot in Europa te runnen als in Azië, komen fabrieken weer terug. Nederlandse voorbeelden van reshoring zijn Philips (verving een Chinese fabriek voor scheerapparaten door een gerobotiseerde fabriek in Drachten) en Capi Europe (verving een Chinese fabriek voor kunststof tuinvazen door een gerobotiseerde fabriek in Tilburg).
Logistiek expert Willem Veekens voorspelt dat dit de logistieke industrie drastisch zal veranderen, maar dat het niet betekent dat deze markt overbodig zal worden. Het belang van luchttransport zal dalen, maar er zal nog altijd vervoer en opslag van grondstoffen moeten plaatsvinden, net als onderhoud aan de robots.
Het effect van robotisering zal naar verwachting een grote invloed hebben op de arbeidsmarkt. Er zijn diverse onderzoeken gedaan die verschillende scenario's geven. Volgens het onderzoek van de universiteit van Oxford uit 2014 is voorspeld dat bijna 50% van de huidige beroepen een grote kans heeft om de komende jaren te verdwijnen. Dit scenario schijnt niet heel reëel te zijn, omdat er voornamelijk was gekeken naar de mogelijkheid tot het automatiseren van de taken. Veel van de benoemde beroepen in de gevarenzone houden een stuk meer in dan alleen de taken die kunnen worden geautomatiseerd. Er zijn natuurlijk wel echte risico beroepen,  het onderzoek van de Organisatie voor Economische Samenwerking en Ontwikkeling (OESO) gaf aan dat 9% van de huidige beroepen de kans heeft om volledig te verdwijnen. Daar zitten beroepen tussen als Taxichauffeurs, Treinmachinisten, Schoonmakers, Magazijnmedewerkers, Postmedewerkers en Metaalbewerkers.
De voornaamste conclusie tot nu toe is dat vooral de aard van het werk zal veranderen. Dit vanwege de reden dat een aantal van de nu bestaande taken zullen worden geautomatiseerd. Die trend is overigens niet nieuw, dit speelt al sinds de industriële revolutie voor vele beroepen. Het is belangrijk dat de beroepsbevolking zich richt op het ontwikkelen van competenties die niet door een robot kunnen worden vervangen. De beroepen die niet kunnen worden vervangen door een robot hebben een sociaal, creatief, probleemoplossend of organisatorisch karakter. Een aantal kansrijke competenties die hieronder vallen zijn: creativiteit, aanpassingsvermogen, sociabiliteit en empathie, plannen en organiseren en klantgerichtheid.